# Sebastiano Nela
Sebastiano Nela (13. březen 1961, Rapallo, Itálie) je bývalý italský fotbalový obránce. Klub Janov jej zařadil do své síně slávy v roce 2012. Po fotbalové kariéře se stal sportovním komentátorem.
Fotbalovou kariéru začal v Janově, kde již působil od roku 1976. První zápasy za dospělé odehrál ve druhé lize v sezoně 1978/79. Po třech letech jej koupil Řím. Svůj první titul získal v sezoně 1982/83 a v následující sezoně hrál finále poháru PMEZ 1983/84, které prohráli. S vlky získal ještě tři vítězství v italském poháru (1983/84, 1985/86, 1990/91). Odešel po 12 sezonách na začátku sezony 1992/93. Celkem za ně odehrál 397 utkání a vstřelil 19 branek. Jeho novým klubem se stal Neapol, ale po dvou letech ukončil kariéru.
Za reprezentaci odehrál pět utkání. První utkání odehrál 22. května 1984 proti NSR (0:1). Byl součástí týmu na OH 1984, kde odehrál tři zápasy a také byl na MS 1986, jenže tady neodehrál žádné utkání. Poslední utkání odehrál 18. dubna 1987 proti NSR (0:0).

## Hráčská statistika
| Sezóna  | Klub   | Liga    | Liga   | Liga | Ligové poháry | Ligové poháry | Ligové poháry | Kontinentální poháry | Kontinentální poháry | Kontinentální poháry | Celkem | Celkem |
| Sezóna  | Klub   | Soutěž  | Zápasy | Góly | Soutěž        | Zápasy        | Góly          | Soutěž               | Zápasy               | Góly                 | Zápasy | Góly   |
| ------- | ------ | ------- | ------ | ---- | ------------- | ------------- | ------------- | -------------------- | -------------------- | -------------------- | ------ | ------ |
| 1978/79 | Janov  | Serie B | 6      | 0    | IP            | 0             | 0             | -                    | 0                    | 0                    | 6      | 0      |
| 1979/80 | Janov  | Serie B | 28     | 2    | IP            | 1             | 0             | -                    | 0                    | 0                    | 29     | 2      |
| 1980/81 | Janov  | Serie B | 36     | 4    | IP            | 3             | 0             | -                    | 0                    | 0                    | 39     | 4      |
| 1981/82 | Řím    | Serie A | 30     | 2    | IP            | 2             | 0             | PVP                  | 4                    | 0                    | 36     | 2      |
| 1982/83 | Řím    | Serie A | 28     | 2    | IP            | 8             | 1             | UEFA                 | 8                    | 0                    | 44     | 3      |
| 1983/84 | Řím    | Serie A | 27     | 2    | IP            | 7             | 0             | PMEZ                 | 7                    | 0                    | 41     | 2      |
| 1984/85 | Řím    | Serie A | 20     | 1    | IP            | 5             | 1             | PVP                  | 5                    | 1                    | 30     | 3      |
| 1985/86 | Řím    | Serie A | 28     | 2    | IP            | 7             | 0             | -                    | 0                    | 0                    | 35     | 2      |
| 1986/87 | Řím    | Serie A | 25     | 3    | IP            | 7             | 0             | PVP                  | 2                    | 0                    | 34     | 3      |
| 1987/88 | Řím    | Serie A | 6      | 0    | IP            | 0             | 0             | -                    | 0                    | 0                    | 6      | 0      |
| 1988/89 | Řím    | Serie A | 33     | 2    | IP            | 6             | 0             | UEFA                 | 6                    | 0                    | 45     | 2      |
| 1989/90 | Řím    | Serie A | 30     | 1    | IP            | 6             | 0             | -                    | 0                    | 0                    | 36     | 1      |
| 1990/91 | Řím    | Serie A | 28     | 1    | IP            | 8             | 0             | UEFA                 | 11                   | 0                    | 47     | 1      |
| 1991/92 | Řím    | Serie A | 27     | 0    | IP+IS         | 6+1           | 0             | PVP                  | 6                    | 0                    | 40     | 0      |
| 1992    | Řím    | Serie A | 0      | 0    | IP            | 1             | 0             | UEFA                 | 2                    | 0                    | 3      | 0      |
| 1992/93 | Neapol | Serie A | 23     | 0    | IP            | 2             | 0             | UEFA                 | 0                    | 0                    | 25     | 0      |
| 1993/94 | Neapol | Serie A | 11     | 0    | IP            | 0             | 0             | -                    | 0                    | 0                    | 11     | 0      |
| Celkem  | Celkem | Celkem  | 386    | 22   | -             | 70            | 2             | -                    | 51                   | 1                    | 507    | 25     |

## Hráčské úspěchy

### Klubové
- 1× vítěz italské ligy (1982/83)
- 3× vítěz italského poháru (1983/84, 1985/86, 1990/91)

### Reprezentační
- 1× na MS (1986)
- 1× na ME 21 (1982)
- 1× na OH (1984)